# 下山真二
下山 真二（しもやま しんじ、1975年12月1日 - ）は、兵庫県加東郡社町（現：加東市）出身の元プロ野球選手（外野手、右投右打）。

## 経歴

### プロ入り前
3歳上の兄の影響で小学生時に「社ベアーズ」で野球を始めた。当初は肩の強さから投手を任されたが、高学年になると誰もその球を受けられず仕方なく捕手を務めた。小学校6年生の時には今の身長になっていたという。加東市立社中学校では陸上部の助っ人をこなしたりバレー部から誘われるなどスポーツ万能で鳴らし、遊撃手兼外野手として思い切りの良い打撃で活躍した。高校進学時は関西の強豪校へ進む道もあったが、「自分は田舎者」と地元の兵庫県立社高等学校へ進学して入学直後の1年春から4番中堅手に抜擢された。高校時代の最高成績は2年時の県大会3位で、主将として迎えた3年夏は清水直行を擁する報徳学園高校に負けて終えた。
大学は地元に近いという理由で立命館大学に進学したが、2年の秋に父が他界。遺言は「野球を頑張れ」だったそうで、一層野球に打ち込んだ。関西学生リーグ通算49試合出場、185打数64安打、打率.346、8本塁打、38打点。ベストナイン2度受賞、3年春に首位打者、4年時には主将となり秋にはシーズン5本塁打を記録。しかしドラフトにはかからず、社会人野球の日本生命へ進んだ。
日本生命では社会人野球日本選手権大会で2度優秀選手賞を受賞し、同大会で優勝した2002年秋のプロ野球ドラフト会議で大阪近鉄バファローズから8巡目指名を受け入団。既に27歳でアマチュア歴が長い上に下位指名だったことから、給料は下がったという。

### 近鉄時代
2003年オープン戦の読売ジャイアンツ戦で2本塁打を放つ。開幕一軍に入るが出場無しのまま10日後に二軍に落ちるなどこの年降格と昇格を4度繰り返した。夏頃から長打力を発揮して少ない打数ながら打率.302を記録して即戦力となった。
2004年はタフィ・ローズが抜けて外野の定位置を確保するチャンスを迎えたが前半戦で大きく出遅れ、後半巻き返したものの大西宏明の台頭で定位置獲得はならなかった。なお、打率が1割に満たない時期だったが、8月23日の対西武戦では岡本篤志から自身初の満塁本塁打を記録した。

### オリックス時代
2005年は球団合併による分配ドラフトでオリックスに移籍したが、打率はさらに落ちて.250を下回り、主に代走や守備固めでの出場に終わった。ベンチではポリープができるほど声出しに専念し、契約更改ではその点が評価されて年俸アップを勝ち取った。
2006年は、前半戦を殆ど二軍で過ごしたが、夏場以降一軍に定着。打率は3割を狙えるまでに上昇したものの、結局出場機会は減少した。
2007年は3月31日の楽天戦でサイクルヒットにリーチをかけたが、二塁打を打てず達成はならなかった。この試合では最も出にくいとされる三塁打を2本打っており、達成のチャンスはあった。また、同年唯一三塁打を打った試合でもある。8月8日のロッテ戦では、薮田安彦からプロ初のサヨナラ打となるタイムリー二塁打を放った。前半戦は絶好調で右翼手のレギュラーとして活躍したが夏場以降に大失速し、9月以降1安打しか打てず最終的には打率を大幅に落とした。しかし自己最多の111試合に出場して79安打を記録するなど、実りの多いシーズンになった。打率.313、6本塁打と左投手を得意とした。
2008年は濱中治の加入や、迎祐一郎がオープン戦で結果を残した事で外野手の定位置争いが更に激化したが、勝負強い打撃で主に右翼手としてレギュラーとなった。7月2日の福岡ソフトバンクホークス戦では5点差を終盤で追いつかれたが、10回裏に柳瀬明宏からサヨナラ打を放った。同年は様々な打順で出場したが、左投手先発時は1番、終盤は主に2番として出場した。左投手からは打率.282、6本塁打をマーク。最終的には前年の自己最多を更新する123試合に出場し、初の2桁本塁打となる10本塁打を記録した。
2009年はオフに大村直之が移籍してきたことによりまたしても激しい競争に晒され、開幕1軍入りするもスタメンの座は逃してしまう。その後、徐々にスタメンに名を連ねるペースは増加していったが、5月30日に右肩腱板炎で登録抹消。実は1月の自主トレのキャッチボールの際にすでに痛めており、痛みをこらえながらプレーしてきた。復帰後も完治することなく肩痛に耐えながらプレーし、8月3日に再び抹消するなど苦しいシーズンとなった。最終的に成績は99試合出場、打率.256と前年度よりも下回ってしまった。しかし、8月29日の西武戦では10回裏に藤田太陽からサヨナラ適時打、9月4日～6日のロッテ戦では3試合連続本塁打を放つなど、出場100試合未満ながら前年度を上回る47打点、日本人野手ではチーム唯一となる二桁本塁打13本を2年連続達成した。チームトップの勝利打点8と持ち前のパンチ力と勝負強さは光ったが、怪我に泣いたシーズンとなった。
2010年はオープン戦で中日のチェンから2打席連続本塁打を放ち、4年連続開幕一軍入りを果たして開幕戦では7番・左翼手としてスタメン出場。しかし、春先から極度の打撃不振に陥り、5月3日に二軍降格。交流戦終了間際の6月10日に復帰し、その日の巨人戦でスタメン出場して2安打を放ったが、6月29日に右肩故障で登録抹消。8月15日に再度復帰し、8月19日の楽天戦では片山博視から自身初となるサヨナラ本塁打を放ち、4年連続のサヨナラ打を記録した。だが、打撃そのものは振るわず、8月27日に3度目の登録抹消となった。結局、自己最少の31試合の出場に留まり、打率.213、1本塁打7打点と何れもプロ入り後最低の成績に終わった。
2011年は打席は少ないながらも打撃好調であったが、5月29日の中日戦で2併殺打を記録して二軍降格。降格後は二軍で試合に出場していたが、8月17日のソフトバンク戦で右足を故障。翌日には右足の肉離れと診断されていたが、8月29日に再検査を受けたところ右アキレス腱の部分断裂で全治6ヶ月と診断され、8月30日に手術を受けそのままシーズンを終えた。同年11月11日に現役引退が発表された。

### 引退後
2012年シーズンから同球団の二軍外野守備・走塁コーチを務めることが発表された。
2015年4月21日の試合から佐藤真一に代わり一軍打撃コーチを務め、2016年シーズンは再び二軍打撃コーチを担当。同年7月1日には、二軍監督の田口壮が病気療養で休養、監督代行を務めた。その後、2017年から一軍打撃コーチを務めたが、2019年はチーム打率・得点共にリーグ最下位に終わり、9月29日に翌年の契約を更新しない旨を通告され、同年11月1日付けで球団本部編成部アマチュアスカウトグループへ異動となった。

## 選手としての特徴・人物
長打力を秘めた外野手。勝負強さと左投手への強さに定評がある。
愛称は「シモヤマン」。
明るい性格であり、自身が先発を外れてもベンチから大声でチームメイトを鼓舞するなどムードメーカーとしても活躍していた。

## 詳細情報

### 年度別打撃成績
| 年 度     | 球 団      | 試 合 | 打 席 | 打 数 | 得 点 | 安 打 | 二 塁 打 | 三 塁 打 | 本 塁 打 | 塁 打 | 打 点 | 盗 塁 | 盗 塁 死 | 犠 打 | 犠 飛 | 四 球 | 敬 遠 | 死 球 | 三 振 | 併 殺 打 | 打 率 | 出 塁 率 | 長 打 率 | O P S |
| --------- | ---------- | ----- | ----- | ----- | ----- | ----- | -------- | -------- | -------- | ----- | ----- | ----- | -------- | ----- | ----- | ----- | ----- | ----- | ----- | -------- | ----- | -------- | -------- | ----- |
| 2003      | 近鉄       | 35    | 72    | 63    | 11    | 19    | 7        | 0        | 3        | 35    | 9     | 2     | 1        | 1     | 0     | 6     | 0     | 2     | 22    | 0        | .302  | .380     | .556     | .936  |
| 2004      | 近鉄       | 43    | 106   | 92    | 18    | 26    | 6        | 1        | 3        | 43    | 16    | 4     | 1        | 3     | 0     | 11    | 0     | 0     | 22    | 3        | .283  | .359     | .467     | .827  |
| 2005      | オリックス | 58    | 81    | 74    | 9     | 17    | 5        | 0        | 4        | 34    | 10    | 0     | 0        | 0     | 1     | 5     | 0     | 1     | 27    | 3        | .230  | .284     | .459     | .743  |
| 2006      | オリックス | 42    | 88    | 78    | 9     | 22    | 5        | 0        | 4        | 39    | 9     | 0     | 1        | 1     | 1     | 8     | 0     | 0     | 24    | 1        | .282  | .345     | .500     | .845  |
| 2007      | オリックス | 111   | 365   | 324   | 28    | 79    | 12       | 2        | 7        | 116   | 24    | 0     | 3        | 13    | 0     | 26    | 0     | 2     | 79    | 11       | .244  | .304     | .358     | .662  |
| 2008      | オリックス | 123   | 416   | 356   | 64    | 96    | 24       | 3        | 10       | 156   | 44    | 3     | 3        | 15    | 3     | 40    | 1     | 2     | 73    | 2        | .270  | .344     | .438     | .782  |
| 2009      | オリックス | 99    | 335   | 285   | 37    | 73    | 17       | 2        | 13       | 133   | 47    | 4     | 2        | 10    | 0     | 37    | 1     | 3     | 76    | 5        | .256  | .348     | .467     | .814  |
| 2010      | オリックス | 31    | 89    | 80    | 12    | 17    | 3        | 1        | 1        | 25    | 7     | 0     | 0        | 2     | 0     | 7     | 0     | 0     | 17    | 3        | .213  | .276     | .313     | .589  |
| 2011      | オリックス | 14    | 32    | 27    | 3     | 9     | 3        | 0        | 0        | 12    | 0     | 0     | 0        | 3     | 0     | 1     | 0     | 1     | 9     | 3        | .333  | .379     | .444     | .824  |
| 通算：9年 | 通算：9年  | 556   | 1584  | 1379  | 191   | 358   | 82       | 9        | 45       | 593   | 166   | 13    | 11       | 48    | 5     | 141   | 2     | 11    | 349   | 31       | .260  | .332     | .430     | .762  |

### 記録
初記録
- 初出場：2003年3月30日、対オリックス・ブルーウェーブ3回戦（大阪ドーム）、9回表にタフィ・ローズに代わり左翼手で出場
- 初打席：2003年4月7日、対千葉ロッテマリーンズ1回戦（千葉マリンスタジアム）、7回表に大村直之の代打で出場、藤田宗一から見逃し三振
- 初盗塁：2003年5月10日、対オリックス・ブルーウェーブ7回戦（大阪ドーム）、8回裏に二盗（投手：今村文昭、捕手：前田大輔）
- 初先発出場：2003年6月8日、対西武ライオンズ14回戦（大阪ドーム）、7番・右翼手で先発出場
- 初安打：同上、4回裏に三井浩二から左前安打
- 初本塁打・初打点：2003年7月26日、対西武ライオンズ19回戦（大阪ドーム）、4回裏に帆足和幸から右越ソロ[2]

### 背番号
- 56（2003年）
- 26（2004年）
- 36（2005年 - 2011年）
- 74（2012年 - 2019年）